# Coup d’Etat (песня G-Dragon)
«Coup d’Etat» — песня, написанная южнокорейским певцом и рэпером G-Dragon при участии американских ди-джеев Diplo и Baauer, которые также выступили в качестве сопродюсеров. Выпущенная YG Entertainment 2 сентября 2013 года, песня стала вторым синглом одноименного альбома GD.

## Предыстория
В июне 2013 года YG Entertainment объявили, что Мисси Эллиотт и Diplo будут сотрудничать над альбомом, Мисси Эллиот появится в «Niliria», а Diplo появится в «Coup d’Etat». Джессика Оук из журнала Billboard описывает заглавный трек альбома, спродюсированный совместно американскими ди-джеями Diplo и Baauer, как песню с медленным темпом, навеянную трэпом, которая сэмплирует «The Revolution Will Not Be Televised» Гила Скотта-Херона.

## Клип
YG Entertainment выпустили клип на песню «Coup d’Etat» на YouTube 1 сентября 2013 г., который за день набрал более 750 000 просмотров. Seoul Beats похвалил направление музыкального видео, описав его как «яркое трехминутное, двадцатидвухсекундное путешествие к темной стороне визуального воображения G-Dragon». По состоянию на декабрь 2022 года видео имеет 36 миллионов просмотров на YouTube.

## Чарты

### Недельные чарты
| Чарт (2013)                           | Высшая позиция |
| ------------------------------------- | -------------- |
| Республика Корея (Gaon Digital Chart) | 5              |
| Республика Корея (K-pop Hot 100)      | 15             |
| США World Digital Songs (Billboard)   | 4              |

## Продажи
| Страна                      | Продажи |
| --------------------------- | ------- |
| Республика Корея (цифровые) | 452,833 |

## Награды и номинации
| Год  | Организация             | Награда                  | Итог   | Прим. |
| ---- | ----------------------- | ------------------------ | ------ | ----- |
| 2013 | Mnet Asian Music Awards | Лучшее музыкальное видео | Победа | [ 9 ] |

| Программа      | Дата             |
| -------------- | ---------------- |
| Inkigayo (SBS) | 15 сентября 2013 |